# Паровоз B
Паровоз серии B — серия шведских паровозов, к которой принадлежит один из старейших сохранившихся паровозов в мире. Первые шесть экземпляров были произведены в 1856 году. Из них три отправились служить на Södra stambanan (Южную магистраль), три на Västra stambanan (Западную магистраль), получив при этом собственные имена — «Принц Карл», «Принц Оскар»,«Принц Август» и «Стокгольм», «Гётеборг» и «Скандинавия» соответственно.
Из 45 локомотивов 23 построено Beyer-Peacock, 5 — Sverige Nyköpings Mekaniska verkstad , 8 — Sverige Motala Verkstad и 9 — Sverige Nydqvist & Holm.
Паровоз «Принц Август» в 1906 году перестал эксплуатироваться и был сохранен как музейный экспонат. На 100-летие в 1956 году его отремонтировали и отправили в Шведский железнодорожный музей. Сейчас этот паровоз является одним из старейших действующих паровозов в мире.